# POFC Botev Vratsa

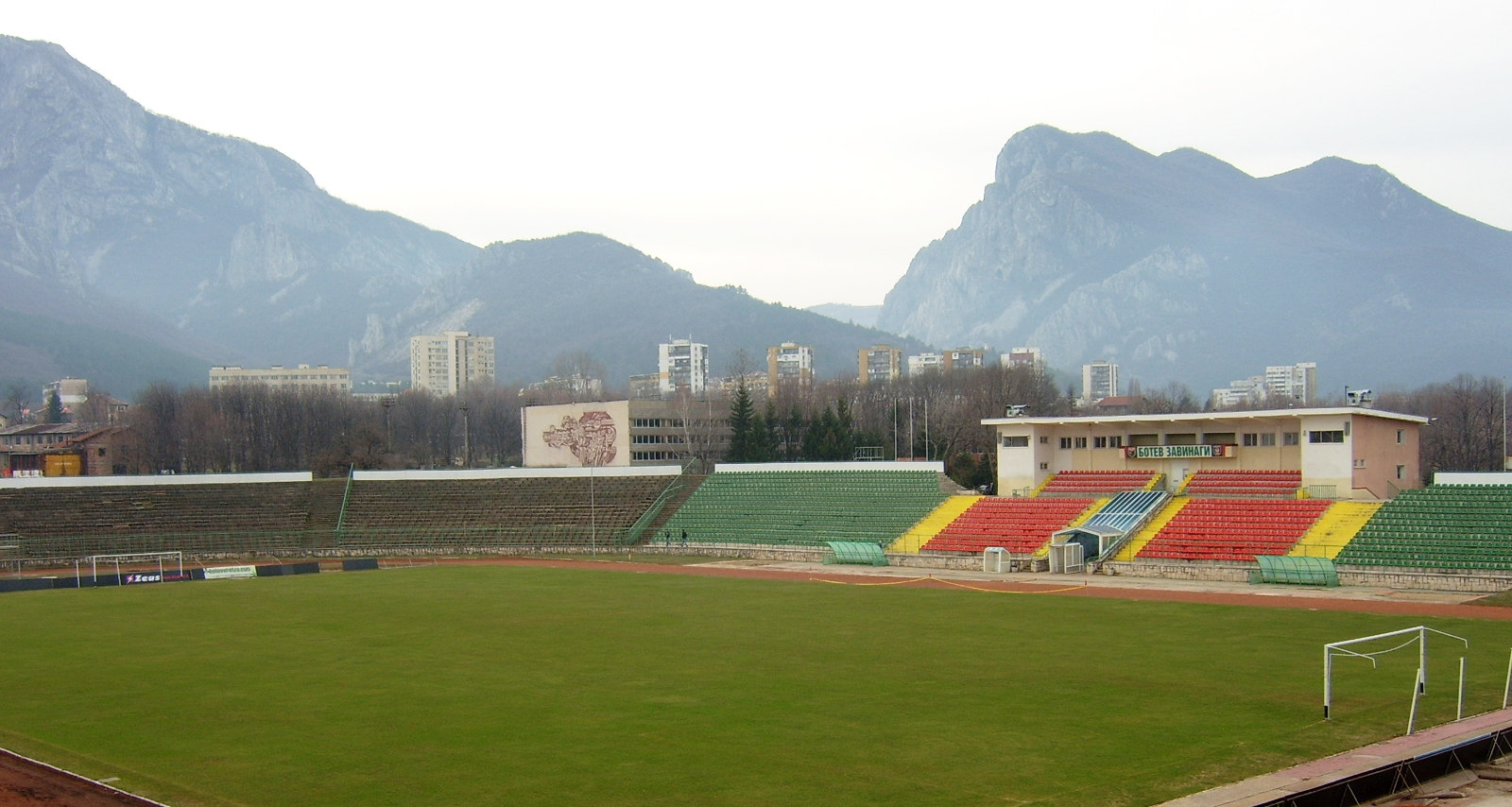
Estadio Hristo Botev

El Profesionalen Obštinski Futbolen Klub Botev Vraca (en búlgaro: Професионален Общински Футболен Клуб Ботев Враца; en español: Club de Fútbol Municipal Profesional Botev de Vratsa) es un club de fútbol búlgaro de Vratsa y fundado en 1921. El equipo disputa sus partidos como local en el Estadio Hristo Botev y juega en la A PFG.

## Historia
Fue fundado en el año 1921 por Nikola Kunov, Ivan Abuzov, Nako Paunov, Gergo Boytchev, Todor Orozov, Hristo Lighenski y Angel Rachinski. Entre 1921 y 1956 se fundaron varios equipos deportivos en la ciudad y en 1957 la mayoría de estos equipos se unieron al POFC Botev Vratsa.

## Jugadores

### Jugadores destacados
| - Ilia Dragomirov - Valentin Iliev - Georgi Kamenov - Petar Kamenov - Martin Petrov | - Valentin Stanchev - Iliya Valov - Sasha Aneff - Ignacio Lores |

## Palmarés
- Bulgarian B Group (3): 1963–64, 2010–11, 2017–18

## Participaciones en Europa

### Copa de la UEFA
| Temporada | Ronda | Club              | Local | Visitante | Global |
| --------- | ----- | ----------------- | ----- | --------- | ------ |
| 1971-72   | 1     | GNK Dinamo Zagreb | 1-2   | 1-6       | 2-8    |